# Соболево (Первомайський район)
Со́болево (рос. Соболево) — село у складі Первомайського району Оренбурзької області, Росія.

## Населення
Населення — 1034 особи (2010; 1123 у 2002).
Національний склад (станом на 2002 рік):
- росіяни — 73 %